# Diaphoretickes
Diaphoretickes ili Archaeplastida+HC+SAR megagrupa (Archaeplastida koja obuhvata crvene alge, zelene alge, i kopnene biljke) grupa je eukariota koju su predložili Burki et al. (2008).